# Ievhen Iakovenko
Ievhen Hennadiiovîci Iakovenko (în ucraineană Євген Геннадійович Яковенко; n. 6 iunie 1965, Oș, Kârgâzstan) este un antreprenor și politician ucrainean. Este deputat în legislatura a IX-a a Radei Supreme a Ucrainei, reprezentând partidul politic Batkivșcina.

## Biografie
A absolvit Institutul Politehnic din Dnipro⁠(d). În 2002 a absolvit Academia Națională a Afacerilor Interne⁠(d) (calificare Avocat), studiind fără frecvență.
A făcut serviciul militar din 1984 până în 1986. În 1987 a lucrat la mina „Torețka”.
Din 2001 este directorul companiei „Alkon”.
A candidat la funcția de deputat al Ucrainei la alegerile parlamentare din 2019⁠(d) (circumscripția 52 – Debalțeve, Torețk, raionul Kalinin din Horlivka, o parte din raionul Bahmut) din partea partidului politic Batkivșcina.
În 2022, Belarus a emis un mandat internațional de arest pe numele lui Iakovenko, învinuindu-l de corupție. În iunie 2022 acesta a fost reținut la granița Republicii Moldova, dar a fost eliberat la scurt timp, procurorii moldoveni refuzând extrădarea lui în Belarus.